# Orthotrichum rhytiore
Orthotrichum rhytiore är en bladmossart som beskrevs av Bruce H. Allen 2002. Orthotrichum rhytiore ingår i släktet hättemossor, och familjen Orthotrichaceae. Inga underarter finns listade i Catalogue of Life.